# 片浜町
片浜町（かたはまちょう）は、愛知県田原市の地名。13の小字が設置されている。

## 地理
旧田原町北部に位置する。東は浦町、西は白谷町に接する。南部に蔵王山が位置する。

### 字一覧
字名は以下の通りである。
| - 井戸瀬古（いどぜこ） - 榎沢（えのきざわ） - 片西（かたにし） - 椿沢（つばきざわ） - 中瀬古（なかぜこ） - 西畑（にしはた） - 西原（にしはら） | - 姫島（ひめしま） - 前畑（まえはた） - 南瀬古（みなみぜこ） - 向山（むかいやま） - 森下（もりした） - 山畑（やまはた） |

## 歴史

### 地名の由来
片側が浜であるという当地の地形に由来する。

### 沿革
- 江戸時代 - 三河国渥美郡の幕府領田原藩預かり地の片浜村として所在[7]。
- 寛文4年 - 田原藩領となる[7]。
- 1889年（明治22年） - 合併に伴い、童浦村大字片浜となる[7]。
- 1906年（明治39年） - 合併に伴い、田原町大字片浜となる[7]。

## 世帯数と人口
2015年（平成27年）10月1日現在の世帯数と人口は以下の通りである。
| 町丁   | 世帯数  | 人口  |
| ------ | ------- | ----- |
| 片浜町 | 497世帯 | 917人 |

### 人口の変遷
国勢調査による人口の推移
| 2005年（平成17年） | 594人 | [ 8 ] |  |
| 2010年（平成22年） | 778人 | [ 9 ] |  |
| 2015年（平成27年） | 917人 | [ 2 ] |  |

## 学区
市立小・中学校に通う場合、学区は以下の通りとなる。また、公立高等学校に通う場合の学区は以下の通りとなる。
| 番・番地等 | 小学校             | 中学校             | 高等学校 |
| ---------- | ------------------ | ------------------ | -------- |
| 全域       | 田原市立童浦小学校 | 田原市立田原中学校 | 三河学区 |

## 交通
- 愛知県道415号野田白谷神戸線[5]

## 施設
- 神明社[5]

## その他

### 日本郵便
- 郵便番号 : 441-3404[3]（集配局：田原郵便局[12]）。